# 파인애플 주스

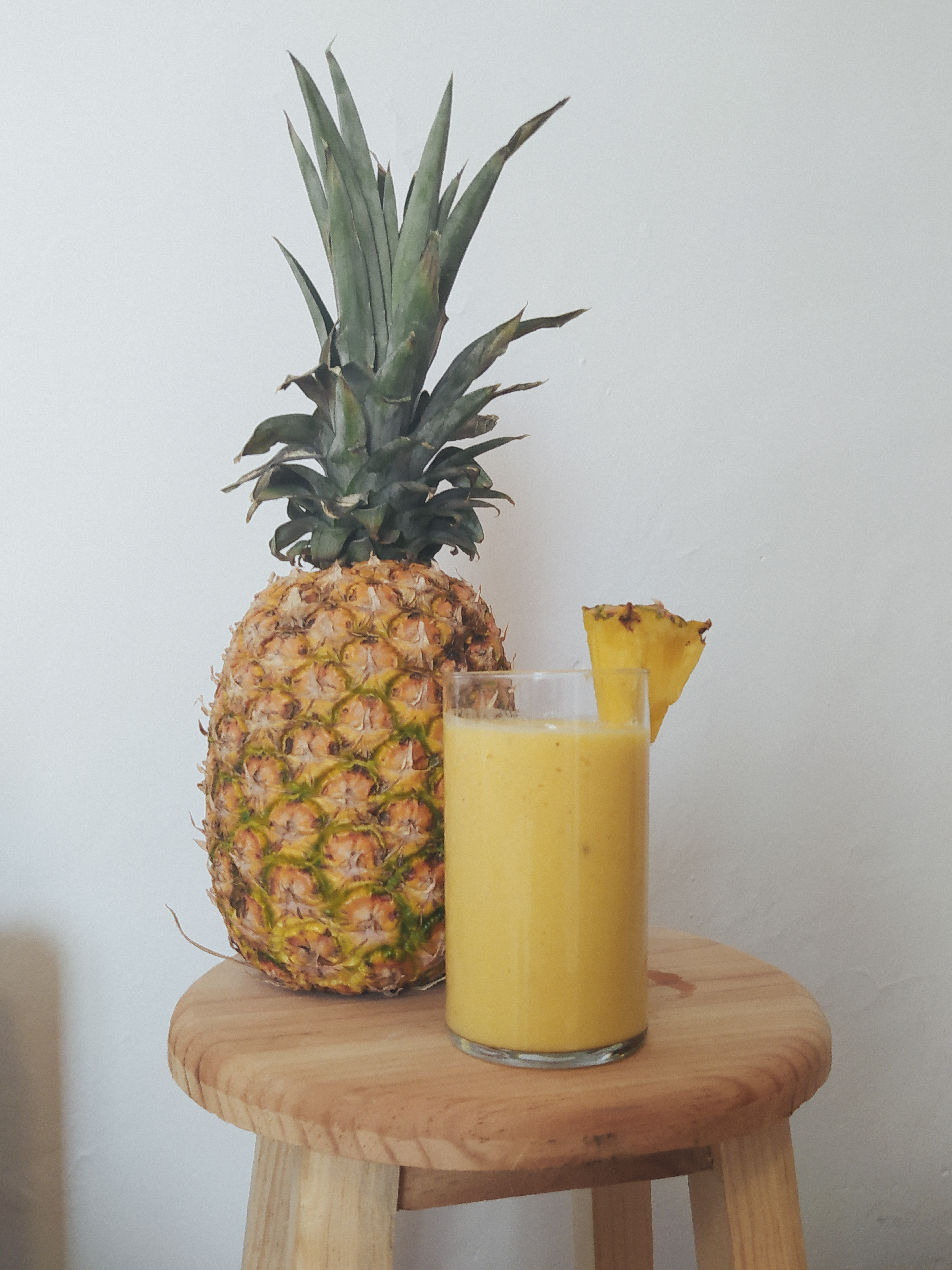
유리잔에 담긴 파인애플 주스

파인애플 주스(pineapple juice)는 파인애플(열대 식물에서 나는 과일)의 과육에서 천연 즙을 압착하여 만든 주스이다. 상업용 파인애플 주스를 생산하는 데에는 다양한 파인애플 변종이 사용될 수 있으며, 가장 흔한 품종은 스무스 카이엔, 레드 스패니쉬, 퀸, 아바카시이다. 제조 시 파인애플 주스는 일반적으로 통조림으로 만들어진다.
이것은 단일 또는 혼합 주스 음료로 사용되며, 스무디, 칵테일, 요리용 향료, 그리고 고기망치로도 사용된다. 파인애플 주스는 피냐 콜라다와 테파체의 주재료이다.

## 역사
파인애플이 하와이에 어떻게 또는 언제 도착했는지에 대한 기록은 없으며, 일부는 스페인 또는 포르투갈 난파선에서 해변으로 떠밀려 왔거나 선원들에 의해 육지로 가져왔다는 이야기가 있다. 과일은 1778년 제임스 쿡 선장이 도착하기 몇 년 전 스페인 사람들과 함께 도착했을 수도 있지만, 다른 자료는 첫 파인애플이 돈 프란시스코 데 파울라 마린에 의해 심어졌다고 명시한다. 마린은 하와이에 많은 새로운 식물을 도입한 원예가였지만, 그가 하와이에 파인애플을 처음 도입한 사람은 아닐 수 있으며, 1813년 그의 일지에 파인애플 재배에 대해 기술했다.
파인애플 주스는 1930년대 파인애플 산업의 성공에 기여했다. 1932년, 하와이안 파인애플 컴퍼니는 과일의 향과 맛을 보존하면서 주스를 정제하는 과정을 성공적으로 개발했다. 대규모 파인애플 재배는 통조림 형태의 통 파인애플, 썰린 파인애플, 으깬 파인애플에 엄격한 생산 제한을 두는 파인애플 상업 협회의 형성을 이끌었다. 1934년 풀 협정에서 산업 구성원들이 이러한 제한에 동의했지만, 산업은 상업적 기회를 확장하기 위해 파인애플 주스 통조림으로 전환했으며, 아침 음료의 새로운 트렌드인 과일 주스를 활용했다.

## 생산
파인애플 주스는 잘 익은 파인애플로 제조된다. 주스를 만들기 전에 파인애플을 청소하기 위해, 얼룩, 흠집 및 살충제 잔류물을 제거하는 브러시 및 스프레이 세척 기계가 사용된다. 세척 후, 과일은 파인애플 껍질 벗기기 및 추출 기계에 넣어 나선형 주스 추출기에 넣을 과육을 얻는다. 그 다음 주스 미세 필터를 사용하여 파인애플 주스에서 모든 고형물, 섬유질 및 콜로이드 입자를 제거한다.
진공 탈기 장치는 파인애플 주스에 있는 공기를 제거하는 데 사용된다. 가스를 제거하면 고형물이 뜨는 것을 방지한다. 탈기는 또한 포장 시 거품을 줄이는 데 도움이 되며, 살균은 열 교환기에서 발생한다. 이 과정 후, 살균된 파인애플 주스는 50 °C (122 °F)로 냉각된다. 파인애플 주스를 저온 살균하면 갈변을 유발하는 효소를 멈춘다. 저온 살균된 파인애플 주스는 무균 알루미늄-플라스틱 복합 봉투가 안감된 철제 드럼에 넣어 보관한다. 냉각 후, 파인애플 주스는 충전 기계를 사용하여 병 또는 캔에 담긴다.
파인애플 주스 분말은 파인애플 주스를 타피오카 말토덱스트린에 분무 건조하여 건조시킨다.

## 영양
파인애플 주스는 84%의 물, 16%의 탄수화물로 구성되며, 지방과 단백질은 미미한 양이다(표 참조). 100ml(g) 기준량에서 파인애플 주스는 60 칼로리를 제공하며, 망가니즈만이 상당한 함량(일일 권장량의 53%)을 차지하고, 비타민 C 함량은 보통이다(일일 권장량의 11%).

## 요리
파인애플 주스 분말은 파이, 케이크, 머핀, 스콘, 차트니, 프리저브, 칠리 (요리), 사탕, 소스 (음식), 그리고 스튜에 사용할 수 있다. 파인애플 주스 분말은 닭과 물고기를 재우는 데 사용할 수 있다.

## 규제
미국 식품의약국에 따르면, 제조 및 통조림 파인애플 주스는 미세한 불용성 고형물을 가질 수 있지만, 거친 물질이나 단단한 물질 또는 과도한 과육을 포함할 수 없다. 건조 영양 탄수화물 감미료로 단맛을 낼 수 있다. 농축물 형태의 파인애플 주스는 액체로 단맛을 낼 수 있다.

## 시장

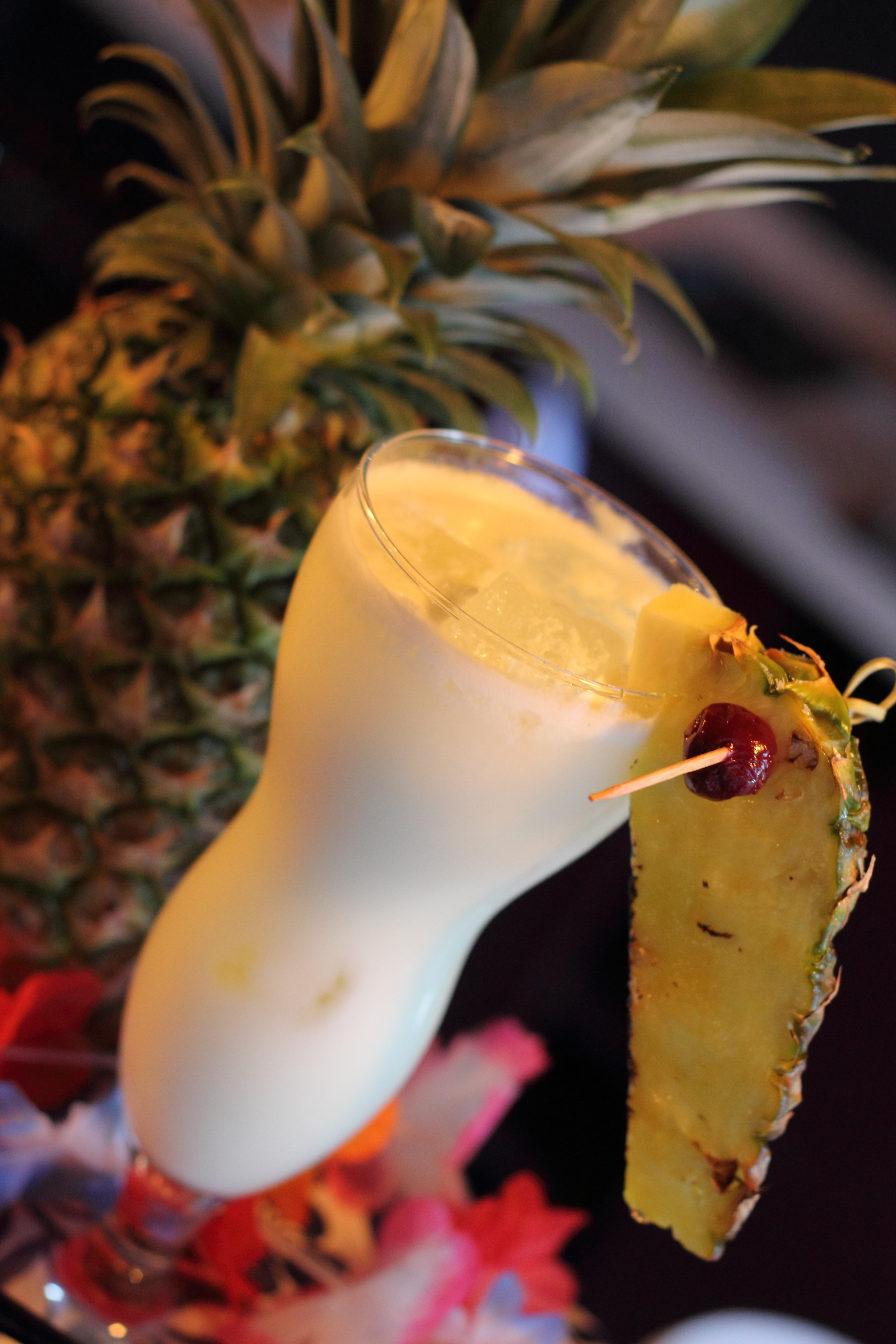
장식을 곁들인 피냐 콜라다

2017년 파인애플 주스를 가장 많이 소비한 국가는 태국, 인도네시아 및 필리핀으로, 전 세계 총 소비량의 47%를 차지했다. 중화인민공화국과 인도의 파인애플 주스 소비량은 인구에 비해 낮다. 2019년 파인애플 주스를 가장 많이 소비한 국가는 스페인, 프랑스 및 독일로, 전 세계 총량의 약 절반을 소비했다. 스페인은 유럽에서 파인애플 주스의 최대 생산국이었으며, 프랑스와 이탈리아가 그 뒤를 이었다. 수입 촉진 센터에 따르면 2017년부터 2021년까지 유럽에서 파인애플 주스를 가장 많이 소비한 국가는 프랑스, 독일, 스페인, 영국, 벨기에 및 이탈리아였다. 2017년부터 2021년까지 유럽에서 파인애플 주스의 주요 수입국은 네덜란드, 프랑스, 독일, 스페인, 벨기에 및 영국이었다.

## 음료
테파체는 파인애플 껍질과 심, 설탕, 계피로 만들어진다. 푸에르토리코에서 국민 음료로 개발된 피냐 콜라다는 화이트 럼, 코코넛 밀크, 파인애플 주스로 만든 칵테일이다. 싱가포르에서 개발된 싱가포르 슬링은 진 (술), 체리 브랜디, 쿠앵트로, 베네딕틴, 레몬 주스, 파인애플 주스 및 비터스로 만든 칵테일이다. 스테이튼 아일랜드 페리는 말리부 럼과 파인애플 주스로 만든 칵테일이다.

## 같이 보기
- 파인애플
- 주스
- 피냐 콜라다